# مایکا (مجموعه تلویزیونی)
مایکا (لهستانی: Majka) یک مجموعهٔ تلویزیونی احساسی لهستانی است که با الهام از یک سریال ونزوئلایی مشابه ساخته شد و در سال ۲۰۱۰ منتشر شد.

## گزیدهٔ بازیگران
- یوآنا اوسیدا
- ماریتا ژوکوفسکا
- اوا کائیم
- کاتاژینا گنیفکوفسکا
- ماگدا گرانژیوفسکا
- لِـشِـک تله‌شینسکی
- مایا بارئوکوفسکا
- کارولینا گورچیتسا
- آندژی دسکور
- ورونیکا روساتی
- آنا اوبرتس
- مارتا اویژینسکا
- اِوا کولاشینسکا
- آندژی آندژیفسکی
- کاتاژینا تلائوکا
- اوا دژیزکا